# Никитское (Сумская область)
Никитское (укр. Микитське) — село,
Чуйковский сельский совет,
Ямпольский район,
Сумская область,
Украина.
Код КОАТУУ — 5925684903. Население по переписи 2001 года составляло 12 человек.

## Географическое положение
Село Никитское находится в 5-и км от села Чуйковка на границе с Россией.
К селу примыкает большой лесной массив (сосна).

## История
Село было основано после 1763 года .